# Ctenus occidentalis
Ctenus occidentalis là một loài nhện trong họ Ctenidae.
Loài này thuộc chi Ctenus. Ctenus occidentalis được Frederick Octavius Pickard-Cambridge miêu tả năm 1898.